# Erik Voorhees

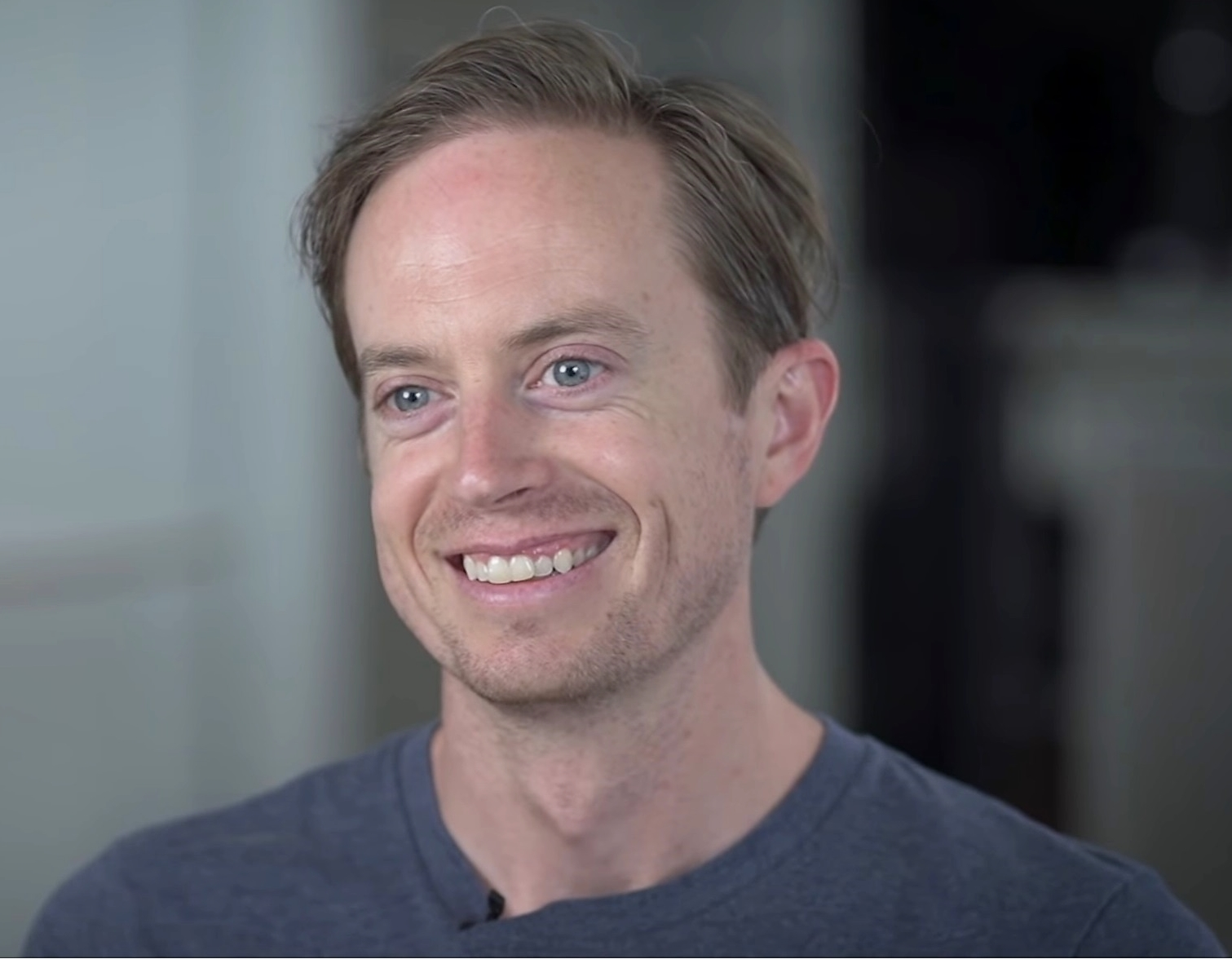
Erik Voorhees

Erik Tristan Voorhees es un estadounidense, fundador de varias startup relacionadas con criptomonedas. Es cofundador de la compañía relacionada con Bitcoin Coinapult, trabajó como Director de Marketing en BitInstant, y fue fundador y dueño parcial del sitio web de apuestas Satoshi Dice (posteriormente vendido en julio 2013 a un comprador cuya identidad es desconocida). Es también el creador y CEO de la plataforma de intercambio instantáneo de bitcoin y criptomonedas alternativas Shapeshift.io, habiendolo fundado y operado bajo el alias de Beorn Gonthier, hasta que fue revelando su implicación con la compañía como parte de un anuncio de financiación semilla, en marzo de 2015.

## Vida personal
Originario de Colorado, Voorhees ha cambiado de residencia a Dubái, Panamá, la ciudad de Nueva York y Nuevo Hampshire, convirtiéndose en participante de la iniciativa liberal libertaria Free State Project.  Según una orden judicial de EE. UU. en un caso de la SEC, Voorhees era un ciudadano estadounidense al menos hasta el 3 de junio de 2014. Asistió a la Vail Mountain School, y se graduó en 2007 de la University of Puget Sound.
Voorhees considera que el sistema monetario moderno tiene serios problemas sistémicos relacionados con el riesgo de contraparte, que el Sistema de Reserva Federal de los Estados Unidos es "fraudulento", y defiende "la separación del dinero y el Estado". Mantiene sus activos y finanzas en bitcoin y es un oponente abierto de los impuestos aunque ha admitido que figura ante el IRS como ciudadano estadounidense.

## Carrera profesional
Voorhees es el fundador y anterior CEO de Coinapult, una compañía que realiza transferencias de bitcoins vía SMS y correo electrónico. En el pasado fundó Satoshi Dice, la cual ha sido criticada por su alto volumen de tráfico de juegos de azar, con una vasta cantidad de datos almacenados en la cadena de bloques de Bitcoin.
El 8 de marzo de 2013 fue entrevistado en el podcast del destacado comentarista financiero Peter Schiff por Tom Bosque sobre bitcoin como una moneda alternativa. El 30 de enero de 2015 fue entrevistado en Bitcoin Knowledge Podcast y habló de su carrera en el ecosistema bitcoin. y apareció varias veces en el documental Banking on Bitcoin, incluyendo las escenas iniciales del mismo.
En agosto de 2012, como director de Marketing, Voorhees y BitInstant planearon lanzar una tarjeta de débito recargable con bitcoins, la cual permitiría realizar compras financiadas con saldo en bitcoins a través de las redes bancarias tradicionales.
En julio de 2013, Voorhees vendió Satoshi Dice a un inversor anónimo por 126.315 bitcoins, los cuales estaban valorados en ese momento en 11,5 millones de dólares estadounidenses (los cuales equivaldrían a 656.800.000 dólares estadounidenses el 28 de abril de 2019), lo cual fue descrito como "la primera gran adquisición en Bitcoin". Fue multado por 50.000 dólares estadounidenses en junio de 2014 por la Comisión de Bolsa y Valores de los Estados Unidos por esta venta no registrada de valores.